# Уварово (Мокроусовський округ)
Ува́рово (рос. Уварово) — село у складі Мокроусовського округу Курганської області, Росія.
Населення — 311 осіб (2010, 394 у 2002).
Національний склад станом на 2002 рік:
- росіяни — 99 %